# Francis Manapul
Compléments
Witchblade
The Darkness
Francis Jay Manapul (né le 26 août 1979 à Manille) est un dessinateur de comics philippin-canadien.

## Biographie
Son premier travail pour les comics fut une histoire courte dans Love in Tights intitulée "While you were sleeping" publiée par SLG Publishing en novembre 1998. Il a ensuite travaillé sur des one-shots Monster Fighters Inc. publiés par Image Comics.
Il a acquis plus de notoriété pour avoir travaillé pour Top Cow, principalement sur Witchblade, mais aussi sur The Darkness, Tomb Raider et des crossovers comme Magdalena/Vampirella ou Witchblade/Lady Death.
En 2005, il a dessiné la mini-série Necromancer. Il réalise également des couvertures pour d'autres titres. Son prochain projet est une mini-série intitulée Iron and The Maiden.
En 2008, il illustre chez Delcourt Sept Guerrières, cinquième tome de la série Sept.

## Publications
- G.I. Joe (Devil's Due Publishing)
- Tomb Raider (Top Cow)
- The Necromancer avec Joshua Ortega
- Iron and the Maiden (Aspen MLT/Image Comics)
- Adventure Comics vol. 2 (2009) (DC Comics)
- Flash (comics) (DC Comics)

## Récompenses
- 2011 : 
  -  Prix Joe Shuster du meilleur dessinateur pour Adventure Comics n°6, The Flash n°1-6 et Superman/Batman n°75
  -  Prix Inkwell « tout-en-un » (du meilleure dessinateur/encreur)